# Aplocera balcanica
Aplocera balcanica là một loài bướm đêm trong họ Geometridae.